# 225th Street
225th Street è una fermata della metropolitana di New York situata sulla linea IRT White Plains Road. Nel 2019 è stata utilizzata da 1 187 486 passeggeri.
È servita dalla linea 2, sempre attiva, e dalla linea 5, attiva solo nei giorni feriali nelle ore di punta.